# Kalamatianos
De kalamatianos, Grieks: καλαματιανός, is een volksdans in Griekenland en een van de belangrijkste dansen van het land. Al in de klassieke oudheid wordt de dans genoemd. De kalamatianos is genoemd naar de Griekse stad op de Peloponnesos waar deze vandaan komt: Kalamáta, of naar de zijden zakdoekjes die daar werden geproduceerd, mogelijk vanwege het lied Mandili Kalamatiano, zakdoekjes van Kalamáta. Later vond de dans ingang in heel Griekenland. 
Zowel vrouwen als mannen nemen deel aan de cirkelvormige dans. De dans lijkt op de syrtos, de stappen zijn hetzelfde, maar de dans heeft onder meer een ander metrum: snelle 7/8 van 3+2+2. De kalamatianos wordt vanwege de overeenkomst vaak in een adem met de syrtos genoemd.